# Lobaces
Lobaces (llamada oficialmente Santa María de Lobaces) es una parroquia y un lugar del municipio español de Trasmiras, en la provincia de Orense, Galicia.

## Historia
Hacia mediados del siglo XIX, la parroquia, ya por entonces perteneciente a Trasmiras, tenía contabilizada una población de 102 habitantes. Aparece descrita en el décimo volumen del Diccionario geográfico-estadístico-histórico de España y sus posesiones de Ultramar de Pascual Madoz con las siguientes palabras:

LOBACES (Sta. Maria): felig. en la prov. de Orense (6 1/2 leg.), part. jud. de Ginzo de Limia (1 1/4), ayunt. de Trasmiras (1/4): sit. en terreno llano é inmediaciones de la carretera de Orense á Castilla, con buena ventilacion y clima saludable. Tiene 80 casas repartidas en tres barrios; escuela de primeras letras en union con la felig. matriz de Sta. Eulalia de Chamosiños, frecuentada por indeterminado número de niños en los 5 meses de invierno que dura la clase, cuyo maestro está dotado con 220 rs.; algunos pozos en el pueblo, y varias fuentes de escaso raudal en el término, de cuyas aguas, no muy buenas, se surten los vec. La igl. parr. (Sta. Maria), es aneja de la de Sta. Eulalia de Chamusiños. Confina el térm. N. Abavides; E. Vilaseca; S. Chamusiños, y O. Moreiras. El terreno aunque carece de riego, es de buena calidad: tiene bastante arbolado de robles, y prados que dan yerba seca y pastos para los ganados. Los caminos son locales, atravesando tambien por las inmediaciones de esta felig. la carretera que desde Orense y Vigo conduce á Castilla. El correo se recibe en la cap. del part. 3 veces á la semana. prod.: trigo, centeno, patatas, legumbres y algo de mijo y lino; se cria ganado vacuno, caballar y de cerda; hay alguna caza de perdices y liebres. ind.: la agricultura y algunos telares de lienzos ordinarios. pobl.: 29 vec., 102 alm. contr. con su ayuntamiento. Antiguamente perteneció esta felig, al convento de Agustinos de San Martin de Grou, dist. 4 1/2 leg., y fué sustituido su curato de presentacion de S. M. despues de la supresion. Hasta la estincion de los diezmos, el prior, cuyo titulo conserva todavia el cura, cobraba los diezmos mayores, y el cura de Sta. Eulalia de Chamosiños, los menores, derechos parroquiales etc., con obligacion de pagar al teniente.
(Madoz, 1847, p. 316)

## Organización territorial
La parroquia está formada por cuatro entidades de población, constando dos de ellas en el nomenclátor del Instituto Nacional de Estadística español:
- A Eirexa
- Lobaces
- O Barrio
- Pardieiros (Os Pardieiros)

## Demografía

### Parroquia
| Gráfica de evolución demográfica de Lobaces (parroquia) entre 2000 y 2023 |
|                                                                           |
| Datos según el nomenclátor publicado por el INE.                          |

### Lugar
| Gráfica de evolución demográfica de Lobaces (lugar) entre 2000 y 2023 |
|                                                                       |
| Datos según el nomenclátor publicado por el INE.                      |